# Steel Artisan
| Steel Artisan                | Steel Artisan                                                                             | Steel Artisan |
| ---------------------------- | ----------------------------------------------------------------------------------------- | ------------- |
| HMS Attacker                 |                                                                                           |               |
| Technische Daten (Überblick) |                                                                                           |               |
| weitere Namen:               | USS Barnes, HMS Attacker, Castelforte, Castel Forte, Fairsky, Philippine Tourist II       |               |
| Schiffstyp:                  | Transportschiff, Flugzeugträger-Begleitschiff, Tanker, Kreuzfahrtschiff, Restaurantschiff |               |
| Tonnage:                     | 7.800 ts                                                                                  |               |
| Antrieb:                     | Dampfturbine                                                                              |               |
| Länge:                       | 149,8 m                                                                                   |               |
| Breite (ü.a.):               | 32,0 m                                                                                    |               |
| Tiefgang:                    | 7,9 m                                                                                     |               |
| Bauwerft:                    | Western Pipe & Steel Company                                                              |               |
| Kiellegung:                  | 17. April 1941                                                                            |               |
| Stapellauf:                  | 27. September 1941                                                                        |               |

Die Steel Artisan (engl. Stahlhandwerker) war ein Schiff, das 39 Jahre lang für unterschiedliche Eigentümer, mehrfach umgebaut und unter verschiedenen Namen die Weltmeere befuhr. Es gilt als Paradebeispiel für ungewöhnliche Lebensläufe von Schiffen.

## Bauablauf
Am 17. April 1941 wurde in der US-amerikanischen Werft Western Pipe & Steel Company im kalifornischen San Francisco ein C3-Schiff mit der Hull-Nummer 171 auf Kiel gelegt. Bestellt hatte es die Isthiam Steam Ship Company.
Noch in der Bauphase wurde das Schiff von der United States Navy übernommen. Nach Stapellauf und Taufe auf den Namen Steel Artisan am 27. September 1941 erfolgte sofort der Umbau zu einem "Escort aircraft carrier". Das Schiff hatte eine Größe von 7.800 Tonnen (ts), war 465 Fuß, also rund 150 m lang und lief 18 Knoten. Es war ausgerüstet mit einem kompletten Flugdeck, hatte ein einzelnes hydraulisches Katapult und zwei Lifts zum Transport der Flugzeuge zwischen Flugdeck und dem darunter liegenden Hangar, der 20 Flugzeuge aufnehmen konnte. Die Abläufe von Start und Landung mit Festhalte- und Fanghaken funktionierten wie auf den großen Trägern. Die Besatzung bestand aus 646 Personen. Das Schiff erhielt den Namen USS Barnes, US-Navy-Code: AVG-7, diese Codierung wurde am 20. August 1942 in ACV-7 und kurz darauf in CVE-7 geändert. Am 30. September 1942 erfolgte die Indienststellung des Schiffes.
Auf Grundlage des am 18. Februar 1941 vom Kongress der Vereinigten Staaten verabschiedeten Ermächtigungsgesetzes namens Lend-Lease Act wurde das Schiff noch am Tage der Indienststellung an die Royal Navy übergeben. Dort erhielt es den Namen HMS Attacker mit der Kennung D02.

## Einsatz im Zweiten Weltkrieg unter dem NamenHMS Attacker
Noch in San Francisco nahm die Attacker eine Schwadron Swordfish-Torpedobomber an Bord und fuhr am 12. Dezember 1942 unter dem Kommando von Kapitän William P. Shirley-Rollison durch den Panamakanal zum Marinestützpunkt Norfolk in Virginia, wo sie genau am Neujahrstag 1942 ankam und ihre Flugzeugladung löschte. Anschließend wurde sie zum Marinestützpunkt Quonset Point nach Rhode Island verlegt, dort verblieb sie für die nächsten zwei Monate. Am 2. März 1943 transportierte sie die Swordfish-Schwadronen 838 und 840 nach Curacao auf den Niederländischen Antillen. Von dort aus eskortierte sie einen ostwärts fahrenden Tankerkonvoi bis in die Bucht Firth of Clyde vor Schottland. Nach dieser Fahrt wurde die Attacker in Liverpool auf Royal Navy-Standards umgebaut. Diese Veränderungen umfassten unter anderem eine Verlängerung des Flugdecks, den Einbau größerer Ballasttanks und eine Modifizierung des Treibstoffversorgungssystems für die Flugzeuge. Zudem wurde die Eiskrem-Maschine als ein für Soldaten des Vereinigten Königreiches nicht hinnehmbarer Luxus demontiert, ebenso die Hochleistungs-Waschmaschinen in der Wäscherei.
So „modernisiert“ wurde die Attacker am 3. August 1943 der Mittelmeerflotte zugewiesen und zunächst nach Gibraltar verlegt; kurz darauf folgte zusammen mit einigen Schwesterschiffen die Einweisung in den Verband der Force V unter Konteradmiral Sir Philip Vian. Dieser Verband hatte maßgeblich an der Befreiung Siziliens mitgewirkt und war nunmehr an der Vorbereitung der Operation Avalanche, die am 9. September 1943 zur Landung der Alliierten im Golf von Salerno führte, beteiligt. Zu diesem Zweck hatte die Attacker die Seafire -Schwadron 879 an Bord genommen, die nun für längere Zeit hier verblieb. Allerdings war die Landung auf dem kleinen Flugdecks derart schwierig, dass während der Operation Avalanche von insgesamt 115 eingesetzten Seafires lediglich 26 unbeschädigt blieben.
Nach der Operation Avalanche fuhr die Attacker von Salerno nach Großbritannien zurück und wurde in Rosyth von einem Begleitträger in einen Angriffsträger umgebaut. Am 12. Mai 1944 übernahm Harold Farncomb, ein australischer Kapitän, der später zu einem der höchstdekorierten Admiräle der britischen Krone werden sollte, das Kommando und schloss sich erneut der Mittelmeerflotte an. Basis war zunächst Gibraltar.
Der 4. Juni 1944 hätte bereits das Ende des Schiffes bringen können: In der Morgendämmerung wurde plötzlich Alarm Rot ausgelöst, aber ehe sich die Abwehrkräfte formieren konnten, hatte bereits ein deutscher Torpedobomber seine todbringende Last abgeworfen. Ein Fehler in der Positionierung ließ den Torpedo allerdings knapp an der Attacker vorbeilaufen und gegen die Kaimauer von Gibraltar prallen. Die Attacker kam mit leichten Blessuren davon.
Am 15. August 1944 begann die Operation Dragoon zur Landung der alliierten Truppen in Südfrankreich. Zwischen Cannes und Toulon wurde mit über 2000 Schiffseinheiten und rund 5000 Flugzeugen eine neue Front eröffnet, darunter die Attacker als Führungsschiff einer Gruppe von Flugzeugträgern. Auch die neu aufgefüllte Seafire-Schwadron 879 befand sich wieder an Bord.
Im September 1944 wurde die Attacker in der Ägäis eingesetzt, wo Kapitän Farncomb als rangältester Offizier ab Oktober 1944 den Flotteneinsatz im östlichen Mittelmeer befehligte. Von der Attacker aus wurden das Gebiet um den Golf von Saloniki und die Insel Kos bombardiert sowie Angriffe gegen Rhodos und Kreta geflogen. Später sicherte die Attacker die Abdeckung der Luftunterstützung bei der Befreiung Athens durch Commonwealth-Truppen.
Nach diesen Einsätzen war eine Überholung des Schiffes unbedingt erforderlich. Der Mannschaft wurde im italienischen Erholungsort Bari eine Verschnaufpause gegönnt und die Attacker für vier Monate auf die Marinewerft von Tarent gebracht.
Nach dieser Runderneuerung fuhr sie im April 1945, nunmehr unter ihrem neuen Kapitän George F. Renwick, nach Alexandria, nahm dort wieder ihre Seafire-Schwadron 879 an Bord und schloss sich der britischen Ostindien-Flotte an, die zunächst in Colombo, später in Trincomalee auf Sri Lanka stationiert war. Während der nächsten Monate nahm das Schiff an keinen aktiven Kampfhandlungen teil, da es im Flugzeug-Fährdienst nach Indien sowie nach Südafrika eingesetzt war.
Die Attacker verließ am 17. August 1945 den Hafen von Trincomalee in Richtung Penang, um sich dem Kampfverband der britischen Task Group B, die vom Schlachtschiff Nelson unter Vize-Admiral Sir Frederic Wake-Walker geführt wurde, anzuschließen.
Am 2. September 1945 nahm im Hafen von Penang Admiral Wake-Walker die Kapitulation der restlichen japanischen Streitkräfte an Bord der Nelson entgegen. Noch am gleichen Tag verließ die Attacker Penang, um einen Konvoi Truppenschiffe durch die Straße von Malakka nach Singapur zu begleiten. Dieser Seeweg war noch stark vermint, die Seafires der Attacker konnten diese Minen orten und unschädlich machen. Am 7. September 1945 lief das Schiff dann mit feierlicher Zeremonie als erstes britisches Hauptschiff nach der japanischen Kapitulation in den Hafen von Singapur ein.
In der folgenden Woche erhielt die Attacker den Auftrag, die erst kürzlich aus den japanischen Gefangenenlagern befreiten britischen Soldaten an Bord zu nehmen und nach Großbritannien zurückzubringen. Am 14. September 1945 begann die rund 8.100 Meilen lange Reise in die Heimat. Am 11. November 1945 erreichte das Schiff den Hafen in der Firth of Clyde vor Schottland. Zwei Tage später legte auch Kapitän George F. Renwick das Kommando nieder.
Eine letzte „Kriegshandlung“ musste die Attacker noch ausführen: Amerikanische Soldaten von Europa in die USA bringen. Dazu fuhr sie nach Southampton, nahm dort die Mannschaften an Bord und legte am 14. Dezember ab. Genau am Heiligabend 1945 kam sie in Norfolk in Virginia an.
Am 5. Januar 1946 erfolgte im Norfolk Navy Yard die Rückgabe des Schiffes an die US-Marine und am 26. Februar des gleichen Jahres wurde die Attacker aus der Schiffsliste der US-Navy gestrichen.

## Entmilitarisierung
Durch die Ausmusterung zahlreicher Schiffe aus dem Bestand der U.S. Navy gelangte eine große Menge an Schiffstonnage auf den freien Markt, so auch am 28. Oktober 1946 die Attacker, die jetzt mit dem Namen Castelforte in die Schiffsregister eingetragen wurde. 1947 erwarb die New Yorker Firma National Bulk Carriers Inc. das Schiff und entfernte Armierung und Flugdeck, geplant war der Umbau zu einem Tanker. Diese Arbeiten wurden vor ihrem Abschluss eingestellt, weil Alexandre Vlasov das Schiff im Jahre 1950 für sein Unternehmen Navcot Corporation kaufte.

## Einsatz als Passagierschiff unter dem NamenFairsky
Für die nächsten beiden Jahre ruhte das Schiff. Alexandre Vlasov ließ es 1952 auf sein Unternehmen Sitmar Lines registrieren und schickte es auf die Werft von Newport News, um es zu einem Kühlschiff umbauen zu lassen. Vlasov wollte sich damit an dem zu dieser Zeit attraktiven Geschäft der Fleischtransporte von Südamerika nach Europa beteiligen, aber bevor das Schiff fertig wurde, war dieser Boom schon wieder vorbei und so wurden auch diese Arbeiten, wiederum vor ihrem Abschluss, eingestellt. 1953 erfolgte zwar eine Umbenennung in Castel Forte, aber das Schiff blieb weiter ungenutzt, bis sich Vlasov im Jahre 1957 entschloss, es auf der Bethlehem Steel-Werft in New York in ein Passagierschiff umzubauen zu lassen. Im Dezember 1957 waren die erforderlichen Arbeiten am Schiffsrumpf abgeschlossen und das Schiff fuhr nach Genua, wo die Innenausbauten erfolgten. Eingerichtet wurden 192 Zweibett-, 5 Dreibett-, 261 Vierbett- sowie 3 Sechsbettkabinen. Obwohl nur sieben Kabinen, gelegen auf dem Sonnendeck, über eigene Toilette und Dusche verfügten, war die gesamte Einrichtung für damalige Verhältnisse beispiellos komfortabel, was den späteren guten Ruf aller Sitmar-Schiffe begründete. Auf dem Bootsdeck stand ein Swimming-Pool zur Verfügung, es gab drei Restaurants und sämtliche Innenräume waren mit Klimaanlagen versehen. Anfang des Jahres 1958 wurde das Schiff auf den Namen Fairsky getauft und ins Schiffsregister von Liberia für die Fairline Shipping Corporation, eine Tochterfirma von Sitmar, eingetragen.
Am 26. Juni 1958 verließ die Fairsky mit 1430 Passagieren und italienischer Mannschaft den Hafen von Southampton zu ihrer ersten Reise, Ziel war zunächst Fremantle, das sie am 21. Juli erreichte. Weiter ankerte sie am 27. Juli in Melbourne, in Sydney am 29. Juli und am 1. August in Brisbane. Bis 1970 lief die Fairsky nun vorwiegend im Australien-Liniendienst, die Stationen der typisch befahrenen Reiseroute waren Southampton, Teneriffa, Kapstadt, Fremantle, Adelaide, Melbourne, Sydney; die Rücktour verlief über Brisbane, Wellington, Papeete, Balboa, Cristobal, Curaçao, Lissabon nach Southampton.
Im Dezember 1961 lief das Schiff erstmals in Auckland auf der Nordinsel von Neuseeland ein, im September 1964 machte es seine erste Reise nach Tonga und Fidschi, Singapur und Colombo wurden ebenfalls angelaufen. Im November 1969 gab es zwischen Southampton und Kapstadt einen ernsthaften Maschinenschaden, die Reparatur dauerte mehrere Tage und Fremantle wurde mit 12 Tagen Verspätung erreicht.
1970 verlor Sitmar die Verträge mit der australischen Einwandererbehörde, danach war die Fairsky zunächst noch im regulären Reiseverkehr zwischen Großbritannien und Australien tätig, ab Februar 1972 blieb sie dann aber in Southampton festgemacht. Boris Vlasov fasste jetzt den Entschluss, die Firmenstrategie vollständig auf das Kreuzfahrtgeschäft umzustellen und in den stark konkurrierenden nordamerikanischen Markt einzusteigen. Zusammen mit 3 weiteren Schiffen bildete die Fairsky nunmehr die Sitmar-Kreuzfahrtflotte und war seit 8. November 1973 wieder im Service. Am 2. Juni 1974 verließ sie zum letzten Male den Hafen von Southampton, seitdem war sie bis 1977 im ständigen Kreuzfahrteinsatz mit Sitz in Sydney, wobei sie teilweise auch von Darwin aus operierte.
Am 12. Juni 1977 verließ die Fairsky zum wiederholten Male den Hafen von Darwin in Richtung Bali. Am 17. Juni wurde der Äquator gekreuzt und Jakarta angelaufen. Als am 20. Juni das Schiff Jakarta wieder verließ, tauchte plötzlich ein Sampan vor seinem Bug auf. Bei dem Versuch, eine Kollision mit dem Hausboot zu vermeiden, musste die Fairsky die offizielle Fahrrinne verlassen und rammte das unter Wasser liegende Wrack des indonesischen Schiffes Klinei, die Fairsky wurde unter der Wasserlinie schwer beschädigt. Um den Totalverlust des Schiffes zu vermeiden, manövrierte es der Kapitän zu einer in der Nähe liegenden Sandbank und veranlasste ein kontrolliertes Fluten und auf Grund setzen. Die Passagiere wurden mit den Rettungsbooten nach Jakarta gebracht und am 27. Juni zurück nach Darwin geflogen. Das Loch in der Schiffswand konnte mit Beton verschlossen werden, die Faisky wurde leergepumpt und am 9. Juli erreichte sie das Trockendock von Singapur.

## Einsatz als Restaurantschiff unter dem NamenPhilippine TouristII
Mittlerweile war für die Sitmar-Line eine Flottenerneuerung zwingend notwendig geworden. Boris Valsov verzichtete deshalb auf eine Reparatur der Fairsky und verkaufte das Schiff an die Fuji Warden Company in Hongkong, wo das Schiff mit eigener Kraft im Dezember 1977 ankam und nunmehr verschrottet werden sollte. Aber die Firma Peninsular Tourist Shipping Company zeigte Interesse an dem „alten Dampfer“ und kaufte ihn als Ersatz für ihr schwimmendes Hotel mit Casinobetrieb namens Philippine Tourist. 1979 wurde das Schiff von der Bataan Shipyard and Engineering Company in Manila umgebaut und erneut umbenannt, diesmal in Philippine Tourist II. Im November desselben Jahres brach an Bord ein Feuer aus und vernichtete das Schiff vollständig. Es wurde am Südkai des Hafens von Manila ausgeschlachtet und zur diesmal endgültigen Verschrottung wiederum an die Fuji Warden Company in Hongkong überstellt.
Am 24. Mai 1980 wurde damit begonnen, den letzten noch existierenden Lend-lease escort-aircraft-carrier auseinanderzuschneiden.